# Santa Maria de Nefiac

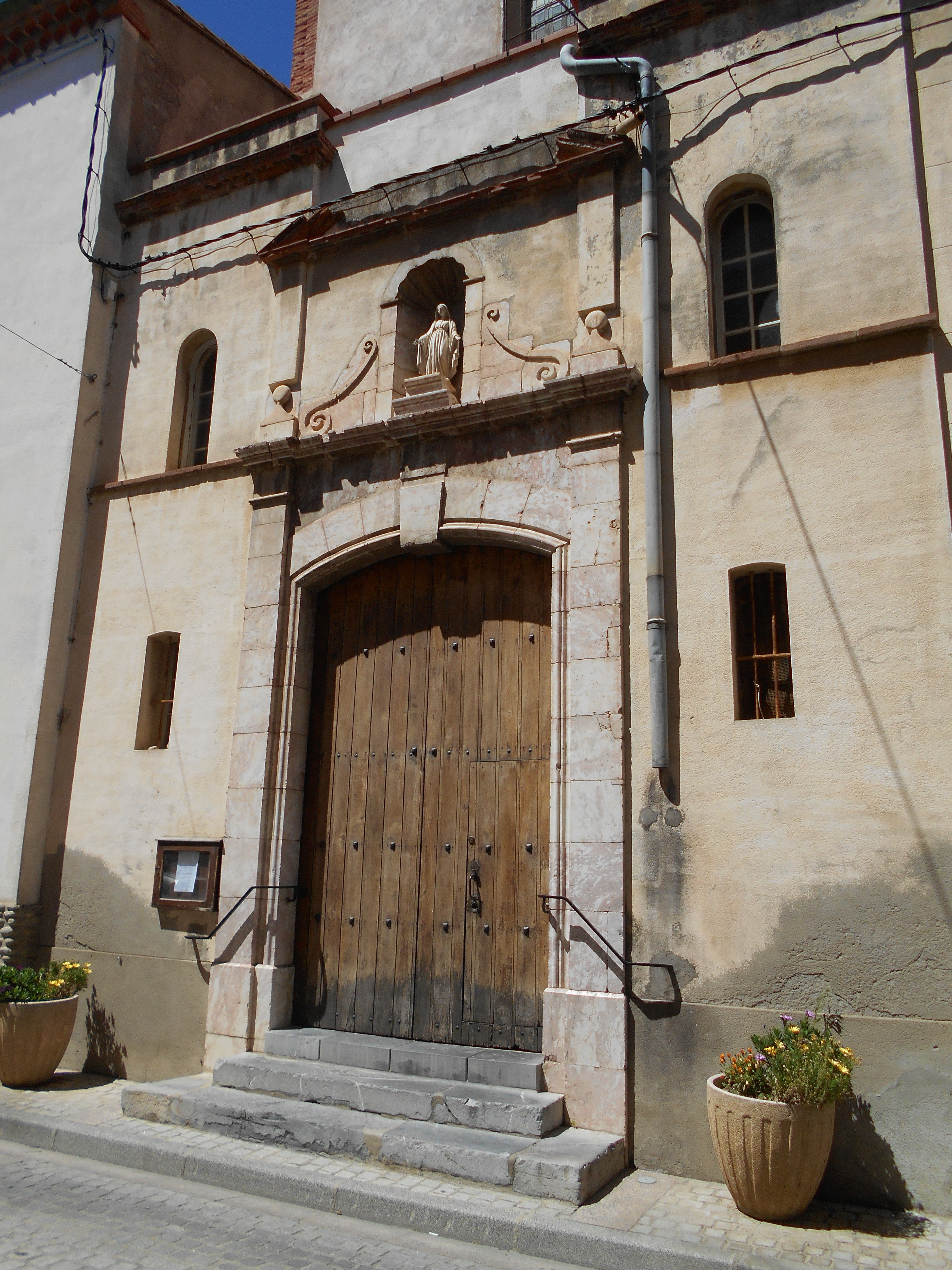
Façana meridional de l'església

Santa Maria de Nefiac és l'església parroquial del poble de Nefiac, cap de la comuna del mateix nom, de la comarca del Rosselló, a la Catalunya Nord.
Està situada al bell mig del nucli originari de Nefiac, al nord del nucli urbà actual.
Es tracta d'una església del segle xvii, orientada de sud a nord, que es va alçar damunt de les restes de la primitiva església romànica, de la qual no queda ni rastre. Està documentada en una donació del 1148, però del temple del segle xii, o anterior, no en queda ni rastre.